# Gillis Peeters
Gillis Peeters (12 de janeiro de 1612, Antuérpia — 12 de Março de 1653) foi um pintor belga que atuou principalmente com pintura barroca e flamenga em cenas históricas.

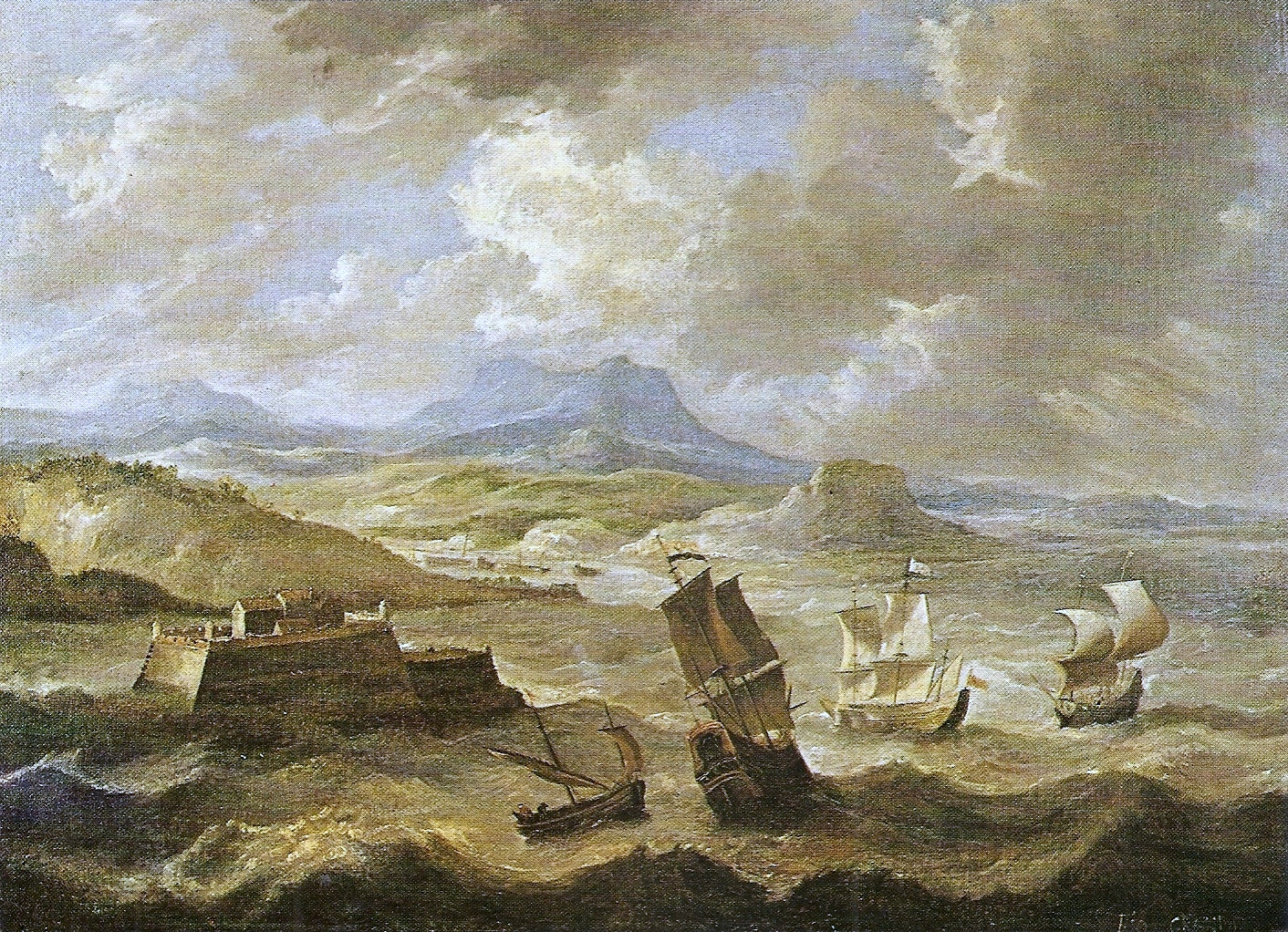
Pintura do Forte dos Reis Magos de Gillis Peeters no século XVII.

## Biografia
Gillis Peeters nasceu em 12 de janeiro de 1614 em Antuérpia, na Bélgica. Era irmão dos também pintores Jan Peeters, Bonaventura Peeters e Catharina Peeters.
Em 1634, Gillis e seu irmão Bonaventura, tornaram-se mestres na Guild of Saint Luke de Antuérpia. Inicialmente, os dois irmãos compartilharam um estúdio em Antuérpia até em 1641. Bonaventura mudou-se para Hoboken (Antuérpia), onde trabalhou em um estúdio com seus irmãos e alunos Catharina e Jan Peeters.
Acredita-se que Gillis viajou para o Brasil em possivelmente em duas ocasiões. A primeira vez teria sido em 1636, quando viajou provavelmente na companhia de Johan Maurits van Nassau-Siegen, que fora nomeado governador das possessões holandesas no Brasil. Ele chegou ao Brasil em 1636, mas permaneceu até o ano seguinte. Acredita-se que a segunda passagem de Gillis pelo Brasil tenha sido em 1640. Durante sua estadia, Peeters produziu quatro pinturas de paisagens do Brasil e numerosos desenhos que posteriormente foram usados por ele e seu irmão Bonaventura em pinturas de cenas brasileiras.
Ele era o pai de Willem, Gillis the Young e Bonaventura the Young.
Gillis Peeters morreu em Antuérpia.

## Obras
Um dos primeiros trabalhos registrados é o Landscape with Watermill (Rijksmuseum), datado de 1633. Em seus tons azul-verde, ele se assemelha ao trabalho de artistas contemporâneos flamengos como Lucas van Uden. Suas paisagens anteriores que representam montanhas da década de 1630 caracterizam-se pela sua paleta tonal e pequenas figuras.
Estes primeiros trabalhos parecem estar mais perto das paisagens de viagem do pintor flamengo Paul Bril, que retratam experiências imaginárias em uma paisagem do sul, do que ao barroco de Peter Paul Rubens, com suas cores claras e luz brilhante.
Na década de 1640, seus horizontes se tornam mais profundos e suas cores mais ricas. Uma paisagem rochosa arborizada com um casal que cuida de ovelhas (Christie's, 14 de novembro de 2007 em Amsterdã, lote 191) de 1652 (mas possivelmente 1632) é um exemplo típico de seu estilo de trabalho em pequena escala. [carece de fontes?]
Ao contrário das paisagens holandesas contemporâneas, que se esforçam para o realismo, as paisagens de Peeters são artificiais, inventadas e destinadas a uma forma de poesia e não a um documento realista. Com suas cores parecidas com doces, edifícios pitorescos e árvores de penas, parecem antecipar as visões idênticas do Rococó de François Boucher cem anos depois. Algumas de suas paisagens como as que ele fez no Brasil (por exemplo, Vista de Recife e seu Porto) são de natureza mais topográfica.
Gillis colaborou com outros membros da família e artistas em Antuérpia. Ele colaborou com seu irmão Bonaventura em uma pintura da Batalha de Kallo e outras cenas marinhas. Há também uma colaboração com David Teniers the Younger em uma cena de uma vila flamenga para a qual Teniers pintou as figuras e Peeters a paisagem.

Gillis fez várias gravuras de cenas de caça após projetos de Frans Snyders e uma série de cenas e paisagens rurais para a editora antilésa Joannes Meyssens.